# Massacre na Universidade Thammasat

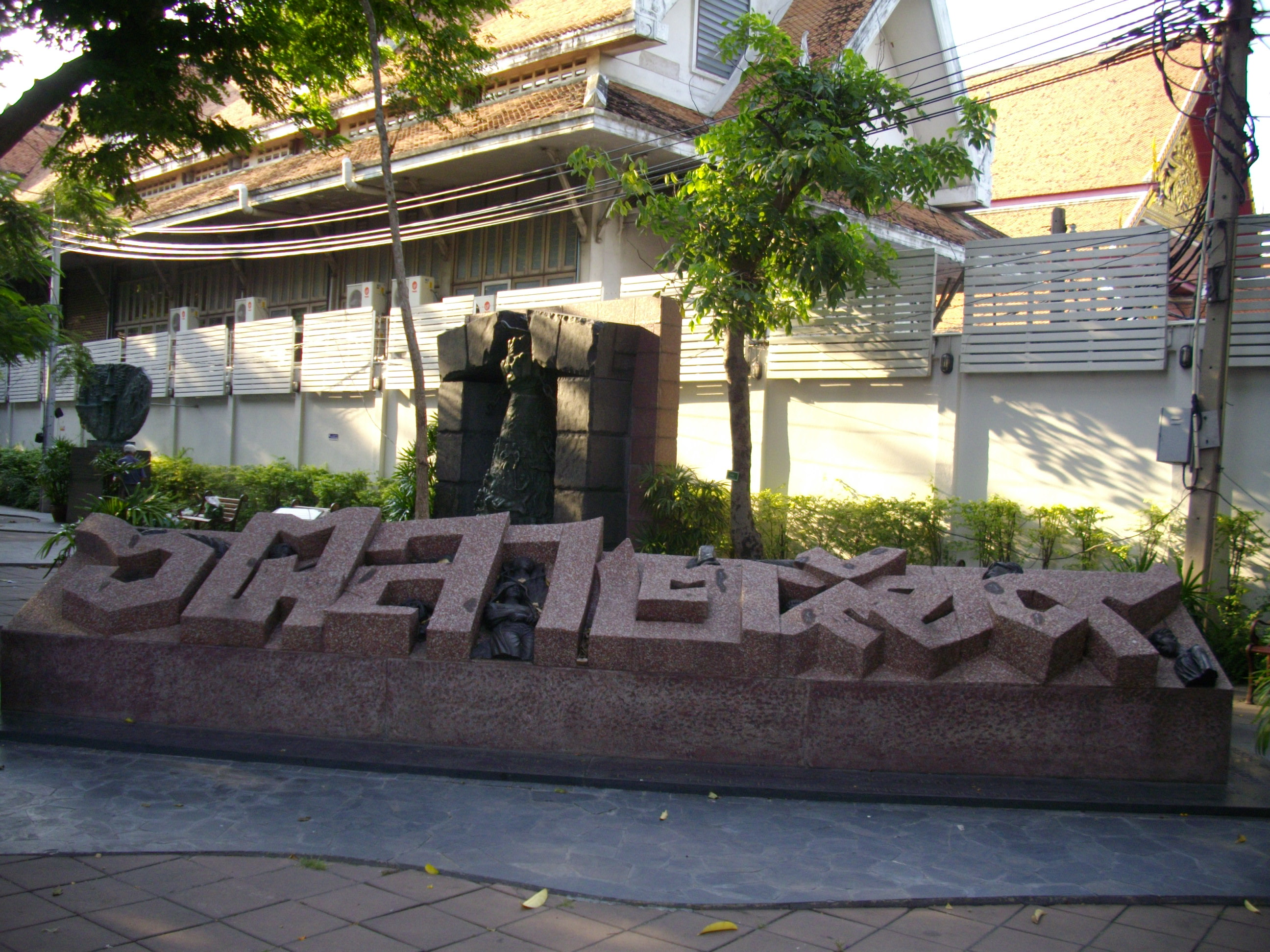
Monumento do Memorial do Massacre de 6 de outubro de 1976 no campus do Cais da Lua, Universidade Thammasat, Bangkok, Tailândia.

O massacre na Universidade Thammasat (na Tailândia conhecido simplesmente como "o evento de 6 de outubro", em tailandês: เหตุการณ์ 6 ตุลา) foi um ataque das forças policiais tailandesas e paramilitares de extrema-direita contra manifestantes estudantis no campus do cais da lua da Universidade Thammasat, em frente ao campo de Sanam Luang em Bangkok, Tailândia, no dia 6 de outubro de 1976. Antes do massacre, de quatro a cinco mil estudantes de várias universidades protestavam durante mais de uma semana contra o retorno do ex-ditador militar Thanom Kittikachorn, que estava no exílio em Singapura.
O estopim para o massacre foi um acontecimento do dia 4 de Outubro, quando estudantes da Universidade Thammasat encenaram uma peça para protestar contra o assassinato de dois empregados da companhia elétrica que foram mortos possivelmente pela polícia. No dia seguinte um jornal tailandês publicou uma matéria afirmando que os estudantes teriam simulado durante a apresentação o enforcamento do príncipe herdeiro Vajiralongkorn. Em resposta a estes rumores, militares e a polícia, bem como forças paramilitares, cercaram a universidade. Pouco antes do amanhecer no dia 6 de outubro, o ataque contra os manifestantes estudantis começou e prosseguiu até o meio-dia. O número de vítimas permanece incerto. Segundo o governo, 46 morreram assassinadas com 167 feridos e 3 mil presos. Muitos sobreviventes afirmam que o número de mortos foi bem maior que 100.

## Histórico

### Causas imediatas
Em 14 de outubro de 1973, grandes manifestações lideradas por estudantes derrubaram o regime impopular do então primeiro-ministro tailandês Thanom Kittikachorn, obrigando-o a fugir da Tailândia em conjunto com o General Praphas Charusathien e o General Narong Kittikachorn, conhecidos coletivamente como os "três tiranos". A Tailândia inicia, nesse processo, uma transição para aquele que seria seu primeiro governo democrático.
Entretanto, a crescente inquietação e instabilidade entre 1973 e 1976, bem como o medo do comunismo de países vizinhos se espalhar pela Tailândia e ameaçar os interesses da monarquia, convenceram os militares de que tinham que trazer os ex-líderes Thanom e Praphas de volta para Tailândia para controlar a situação. Em resposta ao retorno de Praphas, em 17 de agosto, milhares de estudantes protestaram na Universidade Thammasat durante quatro dias, até que um confronto com os gaurs vermelhos e o Nawaphon deixou quatro mortos. Em 19 de setembro, Thanom voltou à Tailândia e foi direto do aeroporto para o templo Wat Bowonniwet Vihara, onde foi ordenado como monge numa cerimônia privada. Protestos anti-Thanom eclodiram nas ruas de Bangkok, com o governo enfrentando uma crise interna depois que a tentativa de demissão do primeiro-ministro, Seni Pramoj, foi rejeitada pelo Parlamento tailandês. Em 25 de setembro, em Nakhon Pathom, a oeste de Bangkok, dois ativistas chamados Chumporn Thummai e Vichai Kaetsripongsa colocavam cartazes anti-Thanom em um muro quando foram espancados até a morte e pendurados pelo pescoço em uma parede. Esse acontecimento foi logo associado ao trabalho da polícia tailandesa. Em busca de tornar o caso mais conhecido e com o intuito de convencer mais estudantes de que tinham que participar das manifestações, um grupo de alunos decide realizar uma espécie de peça teatral onde a morte e enforcamento dos dois ativistas seriam reencenadas. A dramatização deste caso ocorreu no dia 4 de outubro no campus Cais da Lua da Universidade Thammasat. Um dos alunos participantes da encenação tinha uma grande semelhança com o príncipe herdeiro, Vajiralongkorn. No dia seguinte, o jornal Dao Siam publicou uma fotografia da encenação em sua primeira página, onde o jovem com características semelhantes ao príncipe Vajiralongkorn tinha grande destaque. Acredita-se hoje que o jornal tenha adulterado a imagem para parecer que os alunos estavam sugerindo o enforcamento do príncipe. Com a aprovação tácita do rei Bhumibol Adulyadej, o exército acusou os manifestantes de Lesa-majestade e mobilizou forças paramilitares do rei, o Nawaphon e os gaurs vermelhos para "matar os comunistas". Ao anoitecer do dia 5 de outubro, cerca de 4 mil pessoas dessas forças paramilitares, bem como militares e policiais, se reuniram em frente à Universidade Thammasat, onde os manifestantes estudantis estavam protestando por semanas.

### Massacre

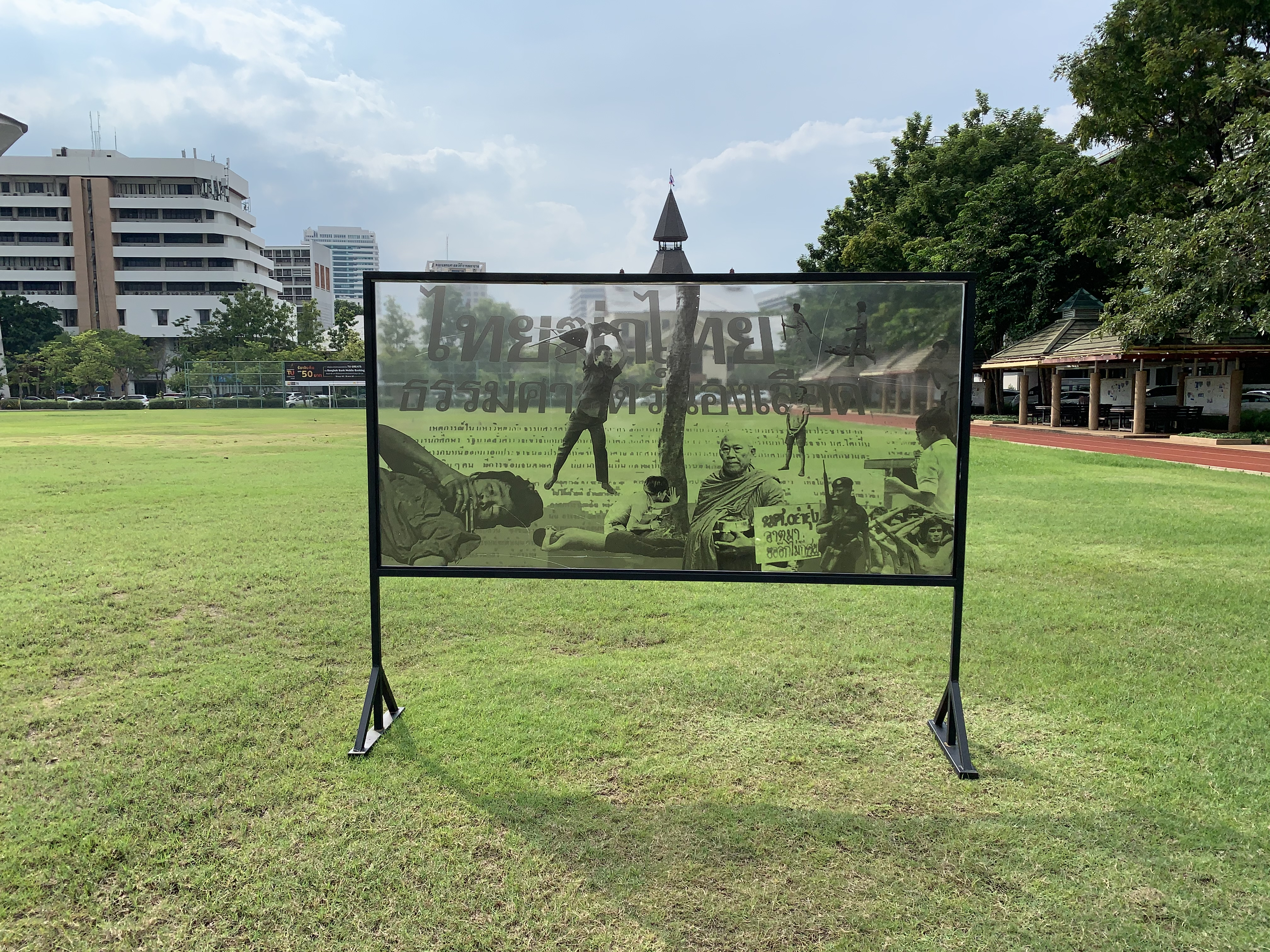
Exposição que relembra o 44º aniversário do massacre de 6 de outubro na Universidade Thammasat, cais da lua.

Na madrugada de 6 de outubro, os militares e a polícia, bem como as três forças paramilitares, bloquearam as saídas da universidade e começaram a atirar em direção ao campus, usando fuzis, carabinas, pistolas, lança-granadas e canhões sem recuo. Impedidos de sair do campus ou até mesmo enviar feridos para o hospital, os alunos pediram um cessar-fogo. Os ataques continuaram. Os atores da encenação de enforcamento se entregaram aos militares, sendo levados para Seni, no escritório do primeiro-ministro. Quando um aluno saiu para se entregar, ele foi baleado e morto. Depois que uma ordem de cessar-fogo foi emitida pelo chefe de polícia de Bangkok, o campus foi tomado pelas forças policiais. Alunos que mergulharam no rio Chao Phraya para fugir do massacre foram alvejados por navios de guerra, enquanto outros que se renderam foram forçados a deitar no chão e espancados, alguns até à morte. Vários estudantes foram pendurados em árvores e espancados, outros tiveram seus corpos incendiados. Estudantes do sexo feminino foram estupradas, vivas ou mortas, pela polícia e pelos gaurs vermelhos. O massacre continuou por várias horas, e só foi interrompido ao meio-dia por causa de uma tempestade.
Na tarde de 6 de outubro de 1976, após o massacre, as principais facções dos militares concordaram, em princípio, em derrubar o primeiro-ministro Seni, uma trama que o rei Bhumibol estava bem ciente. Mais tarde naquela noite, o almirante Sangad Chaloryu, comandante supremo recém-nomeado, anunciou que os militares, sob o nome do "Conselho Nacional de Reforma Administrativa" (NARC) haviam tomado o poder para "evitar uma conspiração comunista vietnamita orientada no Vietnã" e para preservar a "monarquia tailandesa sempre". O rei nomeou o juiz anticomunista e monarquista Thanin Kraivichien para liderar um governo que era composto por aqueles que eram leais ao rei. Thanin e seu gabinete restabeleceram o clima repressivo que existia antes de 1973.